# Ornes
Ornes é uma comuna francesa na região administrativa de Grande Leste, no departamento de Meuse. Estende-se por uma área de 18,52 km². Em 2010 a comuna tinha 6 habitantes (densidade: 0,3 hab./km²).